# Сентюрін Сергій Михайлович
Сергій Михайлович Сентюрін (рос. Сергей Михайлович Сентюрин; 12 липня 1987, м. Москва, СРСР) — російський хокеїст, нападник. Виступає за «Металург» (Новокузнецьк) у Континентальній хокейній лізі. Кандидат у майстри спорту.
Вихованець хокейної школи «Спартак» (Москва). Виступав за «Капітан» (Ступіно), «Динамо» (Москва), «Хімік» (Воскресенськ), «Рись» (Подольськ), «Газовик» (Тюмень), «Крила Рад» (Москва), «Авангард» (Омськ), «Зауралля» (Курган), «Торос» (Нефтекамськ), «Салават Юлаєв» (Уфа), «Торпедо» (Нижній Новгород), ХК «Саров».
Досягнення
- Володар Кубка Гагаріна (2011)
- Чемпіон ВХЛ (2012).